# Ostéogenèse
« Ossification » redirige ici. Pour la signification en réseau, voir Ossification des protocoles.
L'ostéogenèse est le processus par lequel s'élabore le tissu osseux.
L'os est formé à partir :
- d'une matrice organique (25 %) composée essentiellement de collagène de type I (90 %), mais aussi d'autres protéines comme l'ostéonectine ou l'ostéocalcine, protéine synthétisée par les ostéoblastes (synthèse vitamine K dépendante) d'où elle est sécrétée dans l'os et un peu dans la circulation mais n'est pas relarguée lors de la résorption osseuse (par les ostéoclastes) ;
- d'une matrice minérale (70 %) très riche en calcium (sous forme d'hydroxyapatite de calcium Ca10(PO4)6(OH)2) et en phosphore ;
- de cellules osseuses spécifiques (5 %) (ostéoblastes et ostéoclastes) et de l'eau.

L'ostéogenèse peut être de trois types : 
- une ossification membraneuse ou périostique ;
- une ossification enchondrale (endochondrale) ou cartilagineuse ;
- une ossification endoconjonctive, en milieu conjonctif, plus rare.

## L'ossification membranaire et périostique (intraconjonctive)
- l'ossification membranaire (os plat)

Des cellules mésenchymateuses, bien oxygénées se différencient en cellule ostéogéniques qui se multiplient puis se transforment en ostéoblastes. Ces ostéoblastes deviennent des ostéocytes. Cette ossification de membrane s'effectue uniquement à partir du tissu conjonctif mésenchymateux. C'est-à-dire que cette ossification ne fait intervenir aucun cartilage et donc aucune ossification endochondrale. Cette ossification a lieu par exemple et surtout pour la formation du crâne chez le fœtus.
- L'ossification périostique se produit au pourtour des os. Pour une fracture par exemple, le périoste va se reformer en premier autour de la fracture. Puis l'apparition de chondroblastes et chondrocytes va permettre la formation de cartilage hyalin, de conjugaison (dans notre cas). C'est à partir de ce cartilage que l'ossification va débuter grâce à l'apparition d'ostéoblastes et d'ostéocytes, c'est l'ossification endochondrale (se dit de toutes ossification débutant à partir d'un cartilage de conjugaison). Cependant, lors de la première ostéogenèse ayant lieu lors de la formation du fœtus, ce périoste n'est pas formé, on ne peut donc pas parler d'ossification périostique, mais cette ossification a malgré tout lieu à partir de cartilage de conjugaison formant les maquettes cartilagineuses, on parle donc uniquement d'ossification endochondrale. C'est à partir de l'os endochondrale que le périoste se forme.

Les cellules de la couche interne du périoste se transforment en cellules ostéogéniques à la faveur d'une meilleure oxygénation (semble-t-il) due à une néoformation de capillaire. Ces cellules se divisent et se différencient en ostéoblastes qui élaborent de la substance osseuse. Certains s'enferment dans des logettes et deviennent des ostéocytes (ont un rôle d'entretien de la MEC osseuse).

## L'ossification en milieu conjonctif
C'est l'ossification de la mandibule, qui se forme autour d'un axe cartilagineux appelé cartilage de Meckel appartenant au premier arc viscéral.

## L'ossification endochondrale ou cartilagineuse
C'est l'ossification de tous les os longs, des vertèbres et d'une grande partie de la base du crâne.
L'os est précédé d'une maquette cartilagineuse. L'ossification se fait en profondeur d'abord, à partir de points d'ossification différents. En règle générale, il existe un point d'ossification primitif diaphysaire et deux points secondaires épiphysaires, associés à un ou plusieurs points complémentaires.

### L'ossification diaphysaire
C'est la première à apparaître.
Les cellules cartilagineuses augmentent progressivement de taille et des vaisseaux venant du périchondre pénètrent dans la zone de multiplication cellulaire. Autour de ces vaisseaux apparaissent les premières travées osseuses, formant le point d'ossification primitif qui repousse vers les épiphyses le reste du cartilage primitif de la diaphyse.
Une zone de moindre résistance apparaît entre la nappe de cellules cartilagineuses hypertrophiées et la nappe ostéoïde en formation ; chez l'enfant, cette zone est à l'origine des "décollements épiphysaires" qui peuvent perturber la croissance du membre.

### L'ossification épiphysaire
Elle est retardée par rapport à l'ossification diaphysaire et le processus est identique.

Elle se fait dans toutes les directions à partir du point épiphysaire. Elle laisse en périphérie deux à trois millimètres de cartilage hyalin, à l'origine du cartilage articulaire, vestige chez l'adulte de l'ébauche cartilagineuse primitive.
On peut aussi distinguer entre l'ossification diaphysaire et épiphysaire une ossification métaphysaire.
Le cartilage métaphysaire ou cartilage de conjugaison permet la croissance de l'os et de l'individu lui-même. En fin de croissance, cette zone cartilagineuse primitive a disparu par soudure de la zone d'ossification diaphysaire et épiphysaire. Les cartilages les plus actifs sont situés près du genou et loin du coude. La connaissance de la topographie des zones d'ossification, la chronologie de leur apparition, mais aussi des fusions entre centres d'ossifications ont une importance en clinique, ou médecine légale et en anthropologie. Ainsi, « l'âge osseux » peut être déterminé en étudiant les centres d'ossification du squelette. La fusion épiphyse-diaphyse se produit en général un à deux ans plus tôt chez les filles que chez les garçons.